# 21676 Maureenanne
21676 Maureenanne è un asteroide della fascia principale. Scoperto nel 1999, presenta un'orbita caratterizzata da un semiasse maggiore pari a 2,9768804 au e da un'eccentricità di 0,1594444, inclinata di 11,40777° rispetto all'eclittica.
L'asteroide è dedicato alla studentessa statunitense Maureen Anne Williams.